# Paula Ruff
Paula Ruff var en dansk skuespillerinde der har medvirket i en række stumfilm mellem 1913 og 1915.

## Filmografi
| - Chatollets Hemmelighed (instruktør Hjalmar Davidsen, 1913) - Lykken svunden og genvunden (instruktør Hjalmar Davidsen, 1913) - Dramaet i den gamle Mølle (instruktør Robert Dinesen, 1913) - Prins for en Dag (instruktør Eduard Schnedler-Sørensen, 1913) - Den gamle Majors Ungdomskærlighed (instruktør Axel Breidahl, 1913) - Styrmandens sidste Fart (instruktør Eduard Schnedler-Sørensen, 1913) - Livets Blændværk (instruktør Eduard Schnedler-Sørensen, 1913) - Nellys Forlovelse (instruktør Eduard Schnedler-Sørensen, 1913) - Ægteskabets tornefulde Vej (instruktør Sofus Wolder, 1913) - Frk. Studenten (instruktør Sofus Wolder, 1913) - Troskabsvædsken (instruktør Sofus Wolder, 1913) - Privatdetektivens Offer (instruktør Sofus Wolder, 1913) - Giftslangen (instruktør Hjalmar Davidsen, 1913) - Den hvide Dame (instruktør Holger-Madsen, 1913) - De Nygifte (instruktør Sofus Wolder, 1913) - Skandalen paa Sørupgaard (instruktør Hjalmar Davidsen, 1913) - Den tapre Jacob (instruktør Sofus Wolder, 1913) - Under Skæbnens Hjul (instruktør Holger-Madsen, 1914) - Millionærdrengen (instruktør Holger-Madsen, 1914) - Karnevalsdjævelen (instruktør Sofus Wolder, 1914) | - Snustobaksdaasen (instruktør Sofus Wolder, 1914) - En Udskejelse (instruktør Eduard Schnedler-Sørensen, 1914) - Den skønne Ubekendte (instruktør Robert Dinesen, 1914) - Min Ven Levy (instruktør Holger-Madsen, 1914) - De kære Nevøer (instruktør Alfred Cohn, 1914) - Ægteskab og Pigesjov (instruktør August Blom, 1914) - Den fjerde Dame (instruktør Eduard Schnedler-Sørensen, 1914) - Helvedesmaskinen (instruktør Robert Dinesen, 1914) - Stop Tyven (instruktør Sofus Wolder, 1914) - Hægt mig i Ryggen (instruktør Sofus Wolder, 1914) - Søvngængersken (instruktør Holger-Madsen, 1914) - Jens Daglykke (instruktør Sofus Wolder, 1914) - Grev Zarkas Bande (instruktør Eduard Schnedler-Sørensen, 1914) - Hammerslaget (instruktør Robert Dinesen, 1914) - Expressens Mysterium (instruktør Hjalmar Davidsen, 1914) - En nydelig Ægtemand (instruktør Eduard Schnedler-Sørensen, 1914) - Opiumsdrømmen (instruktør Holger-Madsen, 1914) - I Stjernerne staar det skrevet (instruktør Hjalmar Davidsen, 1915) - Ungkarl og Ægtemand (instruktør A.W. Sandberg, 1915) |